# Romaszkówka (Ukraina)
Romaszkówka (ukr. Ромашківка) – wieś na Ukrainie w rejonie łuckim obwodu wołyńskiego.
Znajduje tu się przystanek kolejowy Romaszkówka, położony na linii Zdołbunów – Kowel.
Do 2020 w rejonie kiwereckim. 